# 灾难性抵消
在数值分析中，灾难性抵消（英語：catastrophic cancellation）是指两个大小相近的数值的近似值相减，得到的差值可能和原始数值相减得到的真实的差值有很大差异，因而近似值的差值不能用作真实值差值的近似值。
例如，如果有两个螺柱，一个长{\displaystyle L_{1}=254.5\,{\text{cm}}}，另一个长{\displaystyle L_{2}=253.5\,{\text{cm}}}，用厘米刻度的尺子测量其长度，得到的近似值为{\displaystyle {\tilde {L}}_{1}=255\,{\text{cm}}}和{\displaystyle {\tilde {L}}_{2}=253\,{\text{cm}}}。在相对误差方面，它们是真实长度的良好的近似值：近似值的误差小于真实长度的2%，即{\displaystyle |L_{1}-{\tilde {L}}_{1}|/|L_{1}|<0.2\%} 。
但是，如果用这些近似长度相减，则差值为{\displaystyle {\tilde {L}}_{1}-{\tilde {L}}_{2}=255\,{\text{cm}}-253\,{\text{cm}}=2\,{\text{cm}}}，而长度之间的真实差值是{\displaystyle L_{1}-L_{2}=254.5\,{\text{cm}}-253.5\,{\text{cm}}=1\,{\text{cm}}}。用近似值算出的差{\displaystyle 2\,{\text{cm}}}，和用真实值算出的差{\displaystyle 1\,{\text{cm}}}相比，偏离了100%。
即使差值计算本身是精确的，灾难性抵消仍然有可能发生，如上例所示——它不是哪种类型的运算（如浮点运算）的属性；当输入值本身是近似值时，进行减法运算就必有灾难性抵消。实际上，根据Sterbenz引理，浮点运算中，当输入值足够接近时，浮点差可以精确计算——浮点减法运算本身并未引入捨入誤差。

## 形式分析
形式上，发生灾难性抵消是因为减法运算对邻近数值的输入是病态的：即使近似值{\displaystyle {\tilde {x}}=x(1+\delta _{x})}和{\displaystyle {\tilde {y}}=y(1+\delta _{y})}与真实值{\displaystyle x}和{\displaystyle y} 相比，相对误差{\displaystyle |\delta _{x}|=|x-{\tilde {x}}|/|x|}和{\displaystyle |\delta _{y}|=|y-{\tilde {y}}|/|y|}不大，近似值差{\displaystyle {\tilde {x}}-{\tilde {y}}}的与真实值差相对误差也会与真实值差{\displaystyle x-y}成反比：
{\displaystyle {\begin{aligned}{\tilde {x}}-{\tilde {y}}&=x(1+\delta _{x})-y(1+\delta _{y})=x-y+x\delta _{x}-y\delta _{y}\\&=x-y+(x-y){\frac {x\delta _{x}-y\delta _{y}}{x-y}}\\&=(x-y){\biggr (}1+{\frac {x\delta _{x}-y\delta _{y}}{x-y}}{\biggr )}\end{aligned}}}
因此，两个近似值的精确差值{\displaystyle {\tilde {x}}-{\tilde {y}}}与真实数字差值{\displaystyle x-y}的相对误差为：
{\displaystyle \left|{\frac {x\delta _{x}-y\delta _{y}}{x-y}}\right|}
如果真实输入{\displaystyle x}和{\displaystyle y}很接近，结果可能会非常大。